# Heavy Industries Taxila
Heavy Industries Taxila (HIT) est la principale entreprise du complexe militaro-industriel pakistanais. Elle compte six principaux sites de productions, appuyés par leurs sous-traitants, et emploie plus de 6 500 personnes, dont environ 30 % appartiennent directement aux Forces armées pakistanaises[réf. souhaitée].
HIT dispose d'installations pour réviser, reconstruire et améliorer les chars d'assaut, les véhicules d'assistance blindés, les véhicules de transport de troupes et les autres véhicules blindés, qu'ils soient d'origine occidentale, russe ou chinoise. HIT a développé et fabrique depuis 2001 le char Al-Khalid.

## Histoire
Avec l'augmentation du nombre de ses chars chinois Type 59, l'armée pakistanaise décida qu'il lui fallait des installations pour les entretenir et les reconstruire. Elle lança donc avec l'assistance et la technologie chinoise le Heavy Rebuild Foundry Project (P-711) (litt. projet de fonderie et de reconstruction lourde). À la fin des années 1970, Heavy Rebuild Factory (HRF) fut créée à Taxila, au Pendjab, pour reconstruire et moderniser les chars d'assaut.
Avec l'expérience, les capacités de HRF augmentèrent significativement dans le domaine de l'augmentation de la puissance de feu, de la mobilité et de la protection des véhicules blindés. L'installation se transforma progressivement en un ensemble d'usines et fut renommé en septembre 1992 Heavy Industries Taxila (HIT).
Aujourd'hui ses principales activités comprennent la fabrication de véhicules de combat blindés, de véhicules de transport de troupes, de canons de chars et d'une large gamme de pièces détachées.

## Installations
Heavy Industries Taxila comporte de nombreuses usines et installations :
- Heavy Rebuild Factory T-Series

Cette usine reconstruit et modernise les chars et véhicules d'assistance blindés d'origines chinoise et est-européenne.[réf. souhaitée]
- Heavy Rebuild Factory M-Series

Cette usine répare les véhicules chenillés d'origine américaine. Elle est spécialisée dans les M113.
- Usine de véhicules de transport de troupes

Cette usine fabrique la famille de véhicules M113. Elle utilise des machines-outils à commande numérique et les technologies de conception et fabrication assistée par ordinateur pour le soudage d'aluminium MIG et TIG, l'inspection par radio, le décapage chimique, la couverture et la peinture selon les spécifications militaires.
- Usine de canons

Cette usine peut fabriquer des canons de calibre 105 mm à 203 mm, par exemple des canons de 105 mm pour ses chars Type 59 & Type 69 améliorés. Chaque canon est autofretté et bénéficie d'un usinage de haute précision.
- Usine de chars

Cette usine dispose d'équipements modernes, notamment des machines-outils à commande numérique à 7 axes, permettant des opérations variées, et l'infrastructure complète pour la fabrication des châssis et des tourelles.
- Usine de développement, ingénierie et composants (DESCOM)

Cette unité de production a été créée pour fournir une assistance technique à toutes les usines. Équipée de machines-outils à commande numérique, elle fabrique des composants, des outils, des peintures, des instruments de mesure et des pièces détachées. Elle assure également des fonctions de réparation et de maintenance pour les autres matériels utilisés par HIT.
- Organisation d'évaluation, formation et recherche (ETRO)

Cette organisation est chargée de l'assurance qualité des produits finis. Ses laboratoires d'assurance qualité testent les propriétés physiques et chimiques des matériaux ; des dispositifs d'étalonnage assurent la précision des outils et des instruments de mesure utilisés dans les processus de fabrication et de reconstruction.
- Complexe mécanique

Ce complexe fabrique les engins civils les plus variés : chaudières, grues, matériel de travaux publics, machines à fabriquer les briques et autres équipements pour les sucreries, les cimenteries, Pakistan Railways, etc.
- Recherche et développement

Heavy Industries Taxila lance régulièrement des projets de recherche et développement, avec des succès dans les domaines suivants :
- - développement de chars de combat
  - modernisation de chars
  - véhicules de combat d'infanterie
  - systèmes de tir pour chars

## Productions

### Passées
- Type 69-II - char de combat sous licence chinoise
- Type 85-IIAP - char de combat sous licence chinoise
- M113 - véhicule de transport de troupes sous licence américaine

### Actuelles

#### Chars de combat

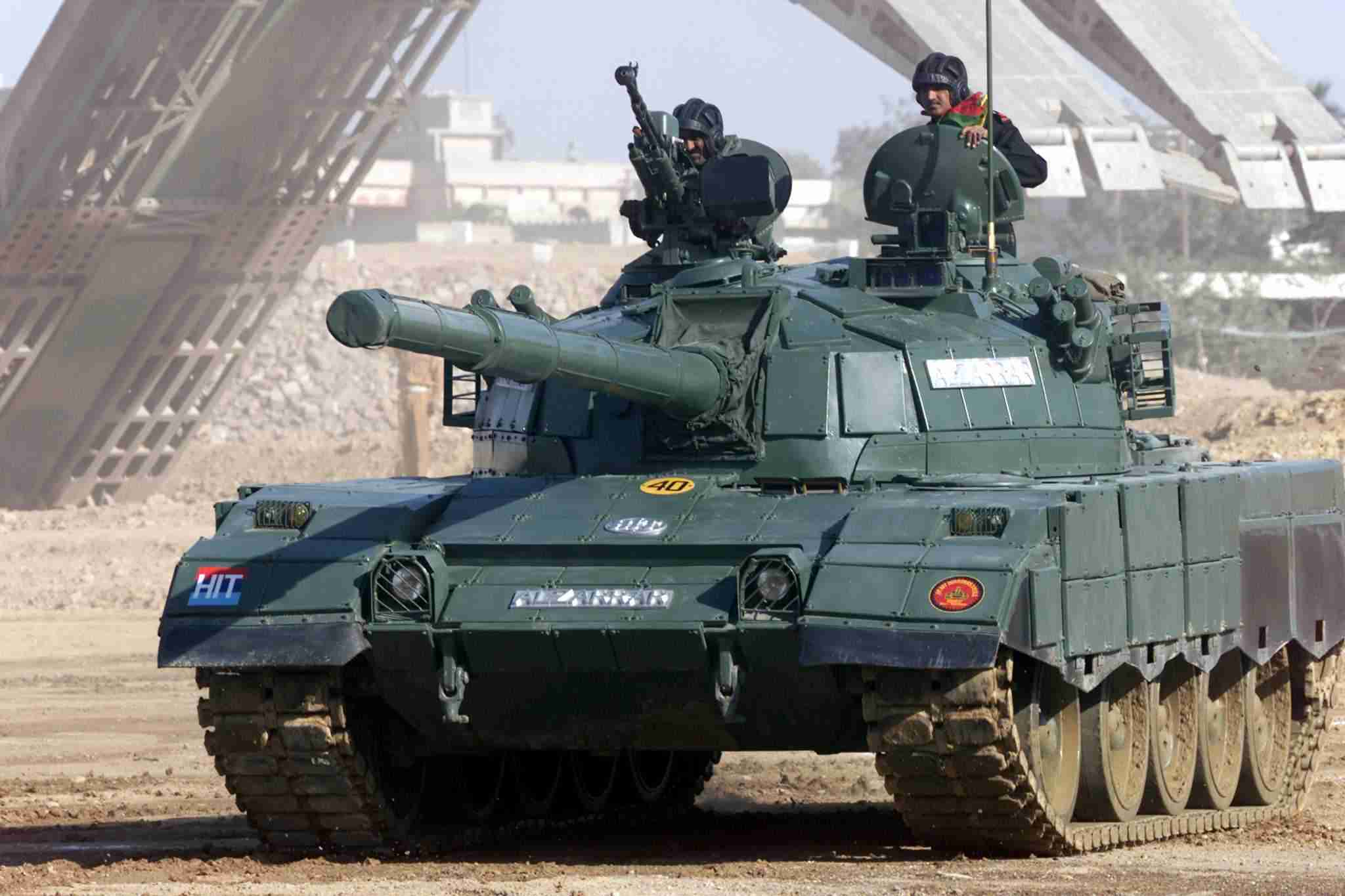
Un char Al-Zarrar présenté à Karachi en 2006.

- Al-Khalid Ce projet a été lancé par le Major General Muhammad Afzal. Il a nettement augmenté la puissance de l'armée pakistanaise.
- Al-Zarrar

#### Véhicules de transport de troupes
- Al-Talha (en) - véhicule de transport de troupes basé sur le châssis du M113, avec 5 paires de roues porteuses et pouvant transporter 11 soldats entièrement équipés. 250 exemplaires fournis à l'armée pakistanaise en 2006[1],[2].

- Saad - véhicule de transport de troupes basé sur l'Al-Talha (en), avec châssis rallongé et 6 paires de roues, mitrailleuse de 14,5 mm, blindage amélioré et un moteur plus puissant fourni par l'allemand MTU Friedrichshafen. Il peut transporter 13 soldats entièrement équipés[1].

- Sakb (it) - véhicule de commandement blindé basé sur l'Al-Talha[2].

- Al-Hamza - véhicule de combat d'infanterie basé sur le Saad, équipé d'un canon automatique de 25 mm et seulement destiné à l'exportation[1],[2].

- Lance-missiles blindés :
  - Maaz - basé sur l'Al-Tahla, il est équipé du missile antichar Baktar-Shikan (en) et servi par quatre personnes. Il a une capacité de huit coups, l'unité de tir placée sur le toit se rétractant dans la cabine pour la recharge[1],[2].
  - Mouz - basé sur l'Al-Tahla, il est armé de missiles anti-aériens, soit le RBS 70, soit l'Anza I/II. L'unité de tir sur le toit se rétracte dans la cabine pour la recharge[1],[2].

- autres véhicules blindés :
  - Al-Hadeed - véhicule d'assistance blindé basé sur l'Al-Tahla[1],[2].
  - Al-Qaswa (en) - véhicule de logistique blindé basé sur l'Al-Tahla [2].

#### Divers
- Mohafiz (en) — voiture blindée basée sur le Land Rover Defender.
- gilets pare-balles.

### En développement
- canon automoteur de 155 mm - ce projet a été révélé à l'International Defence Exhibition and Seminar (salon militaire de Karachi) en 2002[3].

## Cité éducative
La cité éducative de Heavy Industries Taxila (HIT Education City, HITEC) comporte des programmes éducatifs de niveau primaire, secondaire et universitaire, avec l'université HITEC. Elle se trouve également à Taxila.